# Daniel Rastić
Daniel Rastić (1794 – 1853. május 4.), teljes neve németül: Freiherr Daniel von Rastich osztrák altábornagy
1809-től alhadnagy a 2. ottocsáci határőrezredben. Harcolt a napóleoni háborúkban (kétszer sebesült meg), 1814-ben hadnaggyá létették elő. 1815 után váltakozva szolgált a 4. szluini és az 1. liccai határőrezredben. 1828-tól főhadnagy, 1832-től százados. 1815 és 1828 között a thurni katonaiskolán tanított matematikát. 1836-ban őrnaggyá léptették elő, majd 1840-ben alezredes lett, ekkor már zágrábi főhadparancsnokságon volt segédtiszt. 1845-től a 9. péterváradi határőrezred ezredese.
1848-ban nem csatlakozott a szerb felkeléshez, ezért a szerbek rövid időre letartóztatták. Ezután nem tért vissza ezredéhez, hanem Jellasics seregében harcolt dandárparancsnokként, de novemberben visszatért Horvátországba, ahol Varasd városparancsnoka lett. 1849 januárjában vezérőrnaggyá léptették elő és dandárparancsnok lett az Jellasics I. hadtestében. Tápióbicskénél Jellasics utóvédje volt, amikor sikerült meglepnie az óvatlanul közeledő magyar I. hadtestet. Klapka katonái között kitört a pánik, és Rastić fényes győzelmet aratott, de rövidesen befutott Damjanich III. hadteste, így megfordult  az ütközetet állása. 1849 júliusában Katonai Mária Terézia-rendet kap. Nyáron a Délvidéken harcolt, Pétervárad zárolásánál működött közre, Kishegyesnél (július 14.) pedig Jellasics visszavonulását fedezte. 1852-ben bárói rangra emelték és 1853-ban, nyugállományba vonulásakor altábornaggyá léptetik elő.